# Cantó de Lussac-les-Châteaux
El cantó de Lussac-les-Châteaux és un cantó francès del departament de la Viena, situat al districte de Montmorillon. Té 10 municipis i el cap és Lussac-les-Châteaux.

## Municipis
- Bouresse
- Civaux
- Gouex
- Lhommaizé
- Lussac-les-Châteaux
- Mazerolles
- Persac
- Saint-Laurent-de-Jourdes
- Sillars
- Verrières

## Història
| Data d'elecció                           | Identitat       | Partit            | Qualitat |
| ---------------------------------------- | --------------- | ----------------- | -------- |
| 1945-1961                                | Luc Levesque    | PPUS, després RGR |          |
| 1961-1979                                | Joseph Bienvenu | Rad., després UDF |          |
| 1979-1994                                | Michel Maupin   | Divers droite     |          |
| 1994-2004                                | Robert Bon      | PCF               |          |
| 2004-                                    | Thierry Mesmin  | PS                |          |
| les dades anteriors no són pas conegudes |                 |                   |          |
|                                          |                 |                   |          |

## Demografia
| A partir de 1990: Població sense dobles comptes |